# Oficina Nacional de Asesoramiento Científico
La Oficina Nacional de Asesoramiento Científico (ONAC) es el órgano de la Presidencia del Gobierno de España, integrado en el Gabinete de la Presidencia del Gobierno, que tiene como objetivo establecer y coordinar mecanismos institucionales para el asesoramiento científico al Gobierno de la Nación y sus organismos en la toma de decisiones y en la elaboración de políticas públicas. Su director es Josep Lobera.
Se estableció por Real Decreto 158/2024, de 8 de febrero, y fue presentada oficialmente por el presidente del Gobierno, Pedro Sánchez, el 20 de junio de ese año, estableciendo los cuatro ejes de trabajo del organismo:
1. Asesores científicos. Cada departamento ministerial contará con un asesor científico en el gabinete del ministro, coordinado por la ONAC.
2. Estancias de investigación. Se permitirán estancias de entre seis y ocho meses en los ministerios para que los científicos contribuyan desde dentro de la Administración a tratar retos específicos que pertenezcan a su campo de especialización. La primera convocatoria está prevista para el primer trimestre de 2025.
3. Becas para la investigación aplicada. Se crea un programa de becas dotado de dos millones de euros para financiar proyectos de experimentación, análisis de datos públicos y otras formas de investigación aplicada.
4. Unidad de apoyo. Se crea una unidad de apoyo, con sede el Consejo Superior de Investigaciones Científicas (CSIC), que se encargará de conectar las necesidades del Gobierno con el talento y el conocimiento que se genera en universidades y centros de investigación.

En diciembre de 2024 se incorporaron los primeros asesores científicos ministeriales, todos ellos con el grado académico de doctor.

## Asesores científicos
En la siguiente tabla se recoge la lista completa de las personas que en la actualidad ejercen como asesores científicos en alguno de los veintidós departamentos ministeriales que componen el Gobierno de España.

| Departamento                                                       | Asesor/a                            | Ocupación y Grado Académico                                                                                          | Nombramiento           | Ref.  |
| ------------------------------------------------------------------ | ----------------------------------- | --- | ---------------------- | ----- |
| Ministerio de Asuntos Exteriores, Unión Europea y Cooperación      | Miguel Ángel Simón Gómez            | Profesor en la Universidad Complutense de Madrid. Doctor en Ciencia Política y Administración Pública.               | 3 de diciembre de 2024 | [ 7 ] |
| Ministerio de la Presidencia, Justicia y Relaciones con las Cortes | José Manuel Robles Morales          | Profesor en la Universidad Complutense de Madrid. Doctor en Ciencias Políticas y Sociología.                         | 3 de diciembre de 2024 | [ 7 ] |
| Ministerio de Defensa                                              | Elena González Toril                | Científica titular del Centro de Astrobiología del INTA. Doctora en Biología Molecular.                              | 3 de diciembre de 2024 | [ 7 ] |
| Ministerio de Hacienda                                             | Irene Rovira Ferrer                 | Profesora en la Universidad Abierta de Cataluña. Doctora en Sociedad de la Información y el Conocimiento.            | 3 de diciembre de 2024 | [ 7 ] |
| Ministerio del Interior                                            | Manuel Moyano Pacheco               | Profesor de la Universidad de Córdoba. Doctor en Psicología.                                                         | 3 de diciembre de 2024 | [ 7 ] |
| Ministerio de Transportes y Movilidad Sostenible                   | Belén Martín Ramos                  | Profesora de la Universidad Politécnica de Madrid. Doctora en Estudios Avanzados en Construcción y Vías Rurales.     | 3 de diciembre de 2024 | [ 7 ] |
| Ministerio de Educación, Formación Profesional y Deportes          | Alejandra Cortés Pascual            | Profesora de la Universidad de Zaragoza. Catedrática de Métodos de Investigación y Diagnóstico en Educación.         | 3 de diciembre de 2024 | [ 7 ] |
| Ministerio de Trabajo y Economía Social                            | Manuel Herrera Usagre               | Profesor en la Universidad de Sevilla. Doctor en Sociología.                                                         | 3 de diciembre de 2024 | [ 7 ] |
| Ministerio de Industria y Turismo                                  | Laureano Jiménez Esteller           | Profesor en la Universidad Rovira i Virgili. Catedrático en Ingeniería Química.                                      | 3 de diciembre de 2024 | [ 7 ] |
| Ministerio de Agricultura, Pesca y Alimentación                    | David García León                   | Investigador en el Centro Común de Investigación. Doctor en Economía Cuantitativa                                    | 3 de diciembre de 2024 | [ 7 ] |
| Ministerio de Sanidad                                              | Andrés Cabrera León                 | Profesor en la Escuela Andaluza de Salud Pública y en la Universidad de Granada. Doctor en Matemáticas y Estadística | 3 de diciembre de 2024 | [ 7 ] |
| Ministerio de Vivienda y Agenda Urbana                             | Mónica García Melón                 | Profesora de la Universidad Politécnica de Valencia. Catedrática de Proyectos de Ingeniería.                         | 3 de diciembre de 2024 | [ 7 ] |
| Ministerio de Economía, Comercio y Empresa                         | Gustavo Nombela Merchán             | Profesor de la Universidad Complutense de Madrid. Doctor en Economía.                                                | 3 de diciembre de 2024 | [ 7 ] |
| Ministerio de Cultura                                              | Olga Blasco Blasco                  | Profesora en la Universidad de Valencia. Doctora en Ciencias Económicas y Empresariales.                             | 3 de diciembre de 2024 | [ 7 ] |
| Ministerio de Política Territorial y Memoria Democrática           | Álvaro Martín Hernández             | Sociólogo. Doctor en Sociología.                                                                                     | 3 de diciembre de 2024 | [ 7 ] |
| Ministerio de Ciencia, Innovación y Universidades                  | Isabelle Claude Hupont Torres       | Investigadora en el Centro Común de Investigación. Doctora en Ingeniería Informática.                                | 3 de diciembre de 2024 | [ 7 ] |
| Ministerio de Derechos Sociales, Consumo y Agenda 2030             | Irene Labrusán Murillo              | Profesora en la Universidad Autónoma de Madrid. Doctora en Sociología.                                               | 3 de diciembre de 2024 | [ 7 ] |
| Ministerio para la Transición Ecológica y el Reto Demográfico      | Rüdiger Ortiz Álvarez               | Biólogo. Doctor en Ciencia y Tecnología del Agua.                                                                    | 3 de diciembre de 2024 | [ 7 ] |
| Ministerio de Igualdad                                             | Águeda Gómez Suárez                 | Profesora en la Universidad de Vigo. Doctora en Sociología.                                                          | 3 de diciembre de 2024 | [ 7 ] |
| Ministerio de Inclusión, Seguridad Social y Migraciones            | Maite Alguacil Marí                 | Profesora en la Universidad de Valencia. Catedrática de Economía.                                                    | 3 de diciembre de 2024 | [ 7 ] |
| Ministerio para la Transformación Digital y de la Función Pública  | Margarita Aparecida Robles Carrillo | Profesora de la Universidad de Granada. Catedrática de Derecho Internacional Público.                                | 3 de diciembre de 2024 | [ 7 ] |
| Ministerio de Juventud e Infancia                                  | Lucía del Moral Espín               | Profesora de la Universidad de Cádiz. Doctora en Derechos Humanos y Desarrollo.                                      | 3 de diciembre de 2024 | [ 7 ] |

## Recepción
El informe Science advice to policymakers: Roles, enabling conditions and incentives, encargado por la Comisión Europea a expertos independientes, calificó el nuevo ecosistema español de asesoramiento científico de «excepcional» en comparación con el de otros países. El texto asegura que la iniciativa del Gobierno de crear «un conjunto coherente de instituciones» ha convertido a España en una «valiosa inspiración a la hora de diseñar nuevas estructuras organizativas e institucionales».
En España, prácticamente todos los principales medios nacionales, como El País, La Razón, El Mundo y El Diario, se hicieron eco de alguno de los hitos de la ONAC, como su creación, su presentación pública y la incorporación de los 22 asesores científicos ministeriales. En general, la recepción mediática, así como la de la comunidad científica, ha sido positiva.